# Gare de Nîmes
Gare de Nîmes – stacja kolejowa w Nîmes, w regionie Oksytania, we Francji. Stacja posiada 2 perony.